# De Wijk (Voorst)
De Wijk is een buurtschap in de gemeente Voorst, in de provincie Gelderland. Het maakt deel uit van Terwolde en ligt tussen de kern van Terwolde en Twello dicht bij de rivier de IJssel. De buurtschap is plaatselijk beter bekend als "de Wiek".
De buurtschap is ontstaan op het voormalige landgoed de Wijk, ook wel Wijkskamp genoemd. Toen het landgoed te gelde werd gemaakt, werd langs de Wijkseweg de grond in kleine kavels verkocht waarop men woningen bouwde.
Op De Wijk staat De Ooievaar, de korenmolen van Terwolde en Pniël, een kerkgebouwtje uit 1903 dat in gebruik is als woonhuis.
Hoofdplaats: Twello      Dorpen: Bussloo · Klarenbeek (deels) · Nijbroek · Terwolde · Teuge · Voorst · Wilp · Wilp-Achterhoek

Buurtschappen: Appen · Duistervoorde · Gietelo · De Kar · Klein Amsterdam · Noord-Empe · Posterenk · Spekhoek · Steenenkamer · De Vecht · De Wijk

Gelderland: Steden en dorpen in Gelderland      Nederland: Provincies · Gemeenten